# The Strange Behaviour Tour (Erasure banda soporte)
The Strange Behaviour Tour es la cuarta gira del dúo británico Erasure del año 1987 como Telonero a los shows de Duran Duran, con la representación de su álbum The Circus más temas de su primer álbum. Dicha gira fue realizada íntegramente en los Estados Unidos y es protagonizada por Andy Bell (cantante), Vince Clarke y por los coristas Derek Smith y Steve Myers.

## Banda
- Andy Bell (cantante)
- Vince Clarke (tecladista)
- Derek Smith (Corista)
- Steve Myers (Corista)

## Canciones tocadas
- The Circus
- Wonderland

## Temas interpretados
Los temas de la gira fueron mezclados del primer álbum Wonderland y The Circus. Esta es la lista de canciones:
1. Victim of Love (Clarke/Bell)
2. It Doesn't Have to Be (Clarke/Bell)
3. Who Needs Love (Like That) (Vince Clarke)
4. Oh L'Amour (Clarke/Bell)
5. Spiralling (Clarke/Bell)
6. Reunion (Clarke/Bell)
7. Sometimes (Clarke/Bell)
8. Hideaway (Benny Andersson/Björn Ulvaeus)